# 白金台どんぐり児童遊園
白金台どんぐり児童遊園（しろかねだいどんぐりじどうゆうえん）は、東京都港区の児童遊園。面積は6,103.48 m2で、港区最大の児童遊園である。

## 概要
国立科学博物館附属自然教育園そばの国家公務員宿舎跡地であった国有地を港区が取得し、2006年4月1日に開園した。整備費は1億7257万円北は特別養護老人ホーム「白金の森」に、南は目黒通りに接している。2008年10月から警察官が立ち寄ることもできる「どんぐりパトロール小屋」が設置され警察官や地域住民のパトロール拠点となっている。
夏には、ヒートアイランド対策のイベントである「あっぷリングたかなわ打ち水大作戦」の会場の一つとして使われる。
外縁部には国有地であったころからの木々が活かされている。芝生部分は子連れグループに人気がある。また、各所にストレッチ体操器具が備え付けられている。たとえば、「背のばし」は木製ベンチ状の器具で、座った状態で体を後ろにそらせて使う。案内板によれば、黄色の突起のついた部分で行うと適度な刺激が得られるという。

## アクセス
- 住所：東京都港区白金台5-19-1
- 東京メトロ南北線・都営地下鉄三田線白金台駅より徒歩4分
- 都バス「白金台五丁目」下車すぐ